# Aziatische woestijnmus
De Aziatische woestijnmus of karakoemmus (Passer zarudnyi) is een zangvogel uit de familie van de mussen (Passeridae). De wetenschappelijke naam van de soort is voor het eerst geldig gepubliceerd in 1896 door Pleske.

## Kenmerken
Deze mus wordt ook wel als ondersoort van de woestijnmus (P. simplex) gezien. De vogel lijkt daar sterk op, de vleugels en de snavel zijn iets korter en de staart is wat langer. De vogel is verder meer effen gekleurd en grijzer in plaats van beige. En waar de gewone (Afrikaanse) woestijnmus zwart is, neigt de Aziatische woestijnmus naar donkerbruin.

## Verspreiding en leefgebied
Deze soort komt voor in de woestijnen van Turkmenistan en Oezbekistan. De gewone woestijnmus wordt in Afrika nog weleens waargenomen in oases en bij begroeiing, de Aziatische woestijnmus is een echte woestijnbewoner die gebonden is aan gebieden met een kale rotsbodem en die slechts spaarzaam begroeid zijn, zoals de Karakoem.

## Status
De Aziatische woestijnmus heeft een groot verspreidingsgebied en daardoor is de kans op de status  kwetsbaar (voor uitsterven)  gering. De grootte van de populatie is niet gekwantificeerd. De aantallen gaan echter achteruit. Echter, het tempo ligt onder de 30% in tien jaar (minder dan 3,5% per jaar). Om deze redenen staat de woestijnmus als niet bedreigd op de Rode Lijst van de IUCN.